# Jasmine Anteunis
Jasmine Anteunis, née le 25 novembre 1991, est une entrepreneuse française qui a cofondé Recast.AI, une start-up française consacrée aux chatbots.

## Biographie

### Formation
Jasmine Anteunis a d'abord étudié les arts à l'Institut Supérieur des Arts Appliqués et à l'École supérieure d'art d'Aix-en-Provence,. Elle a ensuite fait un passage à l'école 42.

### Carrière
Jasmine Anteunis est la cofondatrice de la startup Recast.AI au côté de Julien Blancher, Paul Renvoisé, et Patrick Joubert. En juin 2016, Recast.AI a levé 2 millions d'euros auprès de business angels, dont Kima Ventures, un fonds géré par Xavier Niel. L'entreprise a été rachetée par SAP en mars 2018.
Anteunis a été désignée par le magazine Forbes comme l'une des 50 meilleures femmes d'Europe dans le domaine des technologies en 2018.